# うちの会社の小さい先輩の話
『うちの会社の小さい先輩の話』（うちのかいしゃのちいさいせんぱいのはなし）は、斎創による日本の漫画作品。
大元の作品は作者である斎創がTwitter上で連載した漫画形式の作品。2019年冬のコミックマーケットにて、同人誌と言う形で書籍となる。こちらは下記の商業誌展開後も、電子書籍でも展開している（タイトルに【同人版】が付記されている）。
同人誌頒布の反響が話題となり、竹書房のウェブコミック配信サイト『ストーリアダッシュ』にて、2020年4月7日より商業誌版が連載中。「次にくるマンガ大賞2020」ではWebマンガ部門で11位に選ばれた。2023年7月時点でシリーズ累計部数は70万部を突破している。
同じ作者である斎創が手掛けているウェブ漫画「いい夫婦の話」では、キャッチコピーも含め本作の主要人物に似たキャラクターが登場する。

## あらすじ
平凡な後輩・篠崎拓馬と、可愛い先輩・片瀬詩織里が織りなすオフィスラブコメディ。基本的にいわゆる「両片思い」の形で物語が進行していく。

## 登場人物
声の項はテレビアニメの声優。演は、テレビドラマ版の俳優。
篠崎 拓馬（しのざき たくま）
声 - 新祐樹
演 - 瀧澤翼
主人公。ある会社の第二開発課に所属する新入社員。5月15日生まれ。高校生の頃はゲーセン通いをしていてクレーンゲームが得意。姉である豊の影響で可愛いもの好き。千尋曰く、「丁寧だけど慎重すぎる」。姉との仲は悪くないが趣味が似ているだけに取り合いの喧嘩になることもあった。
詩織里のプロポーションを認めるなど異性に対する興味はちゃんとあり、甲斐甲斐しく接してくれる先輩である詩織里のことが気になるも、真面目な性格もあってか恋には奥手でなかなか距離を詰められずにいる。一度本気で告白を実行しようとしたことはあるが、詩織里に「仲の良い先輩と後輩でいましょう」と言われ、機会を潰されてしまっている。
後に詩織里と「友達」となるが、最終目的が交際することであるうえ異性との友達付き合いが無く、明らかに友達関係を超えた付き合いをしているが気づいていない。
片瀬 詩織里（かたせ しおり）
声 - 立花日菜
演 - 十味
ヒロイン。2月11日生まれ。拓馬と同じ部署の先輩社員。小柄であり、それが災いして存在感の薄さに繋がることもあった。一方で背の低さに反して巨乳。褒め上手で年下にも丁寧語を使う後輩思い。真面目だがユーモアに接するコミュニケーション能力も持つ。千尋曰く、「大胆な切り口でうまくサポートする」。チョコ一つに混ざったアルコールで酔うほど下戸であり、酔っている間は普段の感情がより強く出てしまう。
入社3年目だが、自分より後に入社した拓馬が同部署に配属された唯一の後輩であるため、かなり張り切って世話を焼いている。張り切りすぎて空回りを起こすこともある。拓馬のことは酔っている間の本人曰く「まだよく分からない」と答え、恋愛感情があるかどうかは不明。一度拓馬に告白されかけたことはあるが、直前に恋愛によって悪い意味で性格が変わったカップルを目撃してしまったため、「バカバカは嫌」と考え「仲の良い先輩と後輩でいましょう」と言い放ち、自覚の無いまま告白を未然に阻止してしまった。
後に拓馬と「友達」となるが、異性との友達付き合いがなく、明らかに友達関係を超えた付き合いをしているが気づいていない。
よく猫に例えられ、しぐさ的なメタ描写では猫の耳や尻尾が生えることが多々ある。
早川 千夏（はやかわ ちなつ）
声 - 花守ゆみり
演 - 雪見みと
拓馬の幼馴染で同期。10月9日生まれ。さっぱりとした性格で、物言いもはっきりしているところがある。拓馬以外の同僚には秘密にしているがオタク趣味があり、コスプレを行ったりしている。後に、千尋にはコスプレ趣味がバレているが、むしろ共同などのサポートをする関係になった。
拓馬との付き合いはお互いに「腐れ縁」と語っており、特別な感情などは無い。
実は面接の際、千尋に助けられ一度惚れたことがあるが、現在は普段の言動のせいで冷めてしまっており、惚れていたことは隠している。
しかし、現在も千尋からの無自覚な言動に顔を赤くする場面が多くあり辟易している。
秋那 千尋（あきな ちひろ）
声 - 島﨑信長
演 - 鈴木康介
拓馬らが所属している部署の主任。3月21日生まれ。入社5年目でマイペースな性格。同僚たちに朗らかな表情で穏やかに接する反面、拓馬からは内心、何を考えているか分からないと思われている。趣味と呼べるようなものがなく仕事一筋で生きている状態であり、熱中できる趣味を持っている人を羨ましく思っている。
休みの融通を利かせたりなどして、拓馬と詩織里の社内恋愛を応援しており、知らない間に拓馬と詩織里の近くにいてやりとりを聞いたり、気づかれないようにサポートを行っている。2021年の正月編では夢の中に入り込んで介入してきたり、「波動を感じた」などと言って明らかに把握できるはずの無い拓馬と詩織里のやり取りを察知し、LINEで語り掛けることがある。やや妄想癖があり自分の描いたストーリーで尊死しかけてしまったり、砂糖に分解されて散ったりする。
千夏のコスプレ趣味が判明した際は撮影する側としてコスプレイベントに参加しようとし、また千夏からのヘルプで同人誌活動にも参加する。
他人の恋愛事情に興味津々な反面自分のことに対しては鈍感で、千夏の好意に一切気が付いていない。
篠崎 豊（しのざき ゆたか）
声 - 小松未可子
拓馬の6歳年上の姉。11月2日生まれ。
千夏いわく、昔から小さくてかわいいものに目がない性格で、拓馬を介して詩織里と知り合うようになり、「しおりん」と呼びメロメロになる。2人が結婚すれば詩織里と義理の姉妹になれると考え、拓馬をけしかけていく。
なお、千夏は弟の幼馴染という関係から元々知っていたのはもちろんだが、詩織里と知り合う際に千尋とも面識を持ったことで、時折出会う際に千尋に対して弟と詩織里の話題で花を咲かせたり、千夏の雰囲気を察して千尋と密接にしようと動くようになる。
石山 聡（いしやま さとし）
声 - 下野紘
広報課所属。仕事ができないダメ社員で、事あるごとに他人に仕事を押し付けようとする。それでいて先輩には滅法弱い意気地なし。
片瀬 文（かたせ ふみ）、片瀬 章（かたせ あきら）
詩織里のきょうだい。文が姉、章が弟の双子で年齢は17歳。長姉のことは「お姉」と呼び、体格は同様に小柄。
文は初等部からの女子校育ちでお嬢様口調で話す耳年増。
章はゲーム好きで、たまたま拓馬をフレンド登録していたことからオフ会を介して顔見知りになる。
山岸 裕介（やまぎし ゆうすけ）
声 - 榎木淳弥
演 - 植村颯太
広報課所属。口調はオープンだが、同僚がダメ社員の石山と、バカップルと化した先輩2人であるため、仕事のモチベーションは最悪。
拓馬と仲が良く、拓馬の部署の上司達を羨望している。また拓馬に対し、詩織里に対する接し方をあおったりする。
来栖 朱莉（くるす あかり）
声 - 羊宮妃那
演 - 白石優愛
拓馬をライバル視する同期。

## 書誌情報
- 斎創『うちの会社の小さい先輩の話』竹書房 〈バンブーコミックス〉、既刊11巻（2025年8月16日現在）
  1. 2020年10月30日発売[8][9]、ISBN 978-4-8019-7105-9
  2. 2021年5月27日発売[10]、ISBN 978-4-8019-7306-0
  3. 2021年11月30日発売[11]、ISBN 978-4-8019-7476-0
  4. 2022年4月30日発売[12]、ISBN 978-4-8019-7615-3
  5. 2022年10月17日発売[13][14]、ISBN 978-4-8019-7867-6
  6. 2023年4月17日発売[15]、ISBN 978-4-8019-8009-9
  7. 2023年9月14日発売[16][17]、ISBN 978-4-8019-8156-0 / ISBN 978-4-8019-8167-6（特装版）
  8. 2024年2月17日発売[18]、ISBN 978-4-8019-8247-5
  9. 2024年8月17日発売[19]、ISBN 978-4-8019-8384-7
  10. 2025年2月17日発売[20]、ISBN 978-4-8019-8556-8
  11. 2025年8月16日発売[21]、ISBN 978-4-8019-8724-1

## テレビアニメ
2023年7月から10月までテレビ朝日系列『NUMAnimation』枠ほかにて放送された。

### スタッフ
- 原作 - 斎創[4]
- 監督・シリーズ構成 - サトウ光敏[4]
- 脚本 - 大知慶一郎、蒼樹靖子、杉澤悟[4]
- キャラクターデザイン - 橋口隼人、緒方浩美[4]
- プロップデザイン - Heo Hye-Jung[23]
- 美術監督 - 葛琳[23]
- 美術設定 - 高橋麻穂[23]
- 色彩設計 - 宮川はれみ[23]
- 撮影監督 - 原田翔太[23]
- 3D監督 - 濱村敏郎[23]
- 編集 - 白石あかね[23]
- 音響監督 - 立石弥生[23]
- 音楽 - 堀口純香[4]
- 音楽制作 - グッドスマイルフィルム
- 音楽制作プロデューサー - 岡田こずえ
- プロデューサー - 岡田昭彦、吉田秀郎、木村淳、福良啓、遠藤一樹、池田安寿、福井詔雄、喜本孝、尾形光広、大槻宏美、早野義人
- プロデュース - 兼光一博
- アニメーションプロデューサー - 高橋朋宏
- アニメーション制作 - project No.9[4]
- 製作 - 「うちの会社の小さい先輩の話」製作委員会

### 主題歌
「HONEY」
小林柊矢によるオープニングテーマ。作詞・作曲は小林柊矢、編曲は生田真心。
「sugar」
由薫によるエンディングテーマ。作詞・作曲は由薫、編曲は野村陽一郎。

### 各話リスト
| 話数 | サブタイトル                         | 脚本       | 絵コンテ                 | 演出                   | 作画監督 | 総作画監督                                                             | 初放送日      |
| ---- | ------------------------------------ | ---------- | ------------------------ | ---------------------- | --- | ---------------------------------------------------------------------- | ------------- |
| #01  | うちの会社の先輩は小さくて可愛い     | 杉澤悟     | サトウ光敏               | ひのたかふみ           | 森山剛史 古川博之 ひのたかふみ 早乙女啓 | 橋口隼人 Heo Hye-Jung 山口勝                                           | 2023年 7月2日 |
| #02  | こう見えて意外とお姉さんでしょ？     | 杉澤悟     | 福井洋平 吉川浩司 竹内光 | 福井洋平               | 清水勝祐 川森昇 | 山口勝 Chang Bum-Chul                                                  | 7月9日        |
| #03  | 私って、こんな風に見えてるんですか？ | 大知慶一郎 | 吉川浩司 竹内光          | 中橋朋文               | 森山剛史 清水勝祐 Regrim | 橋口隼人 山口勝 早乙女啓                                               | 7月16日       |
| #04  | 篠崎さんの事は、まだ…                | 蒼樹靖子   | 齋藤徳明                 | 矢野孝典               | Heo Hye-Jung Chang Bum-Chul 森出剛 | 橋口隼人 Heo Hye-Jung Chang Bum-Chul                                   | 7月30日       |
| #05  | 寄り道して帰りませんか？             | 蒼樹靖子   | 島津裕行                 | 松本マサユキ           | 中川実 佐藤なつみ 服部未夢 上赤由香里 紫灯珈 矢田起也 氣田汐理 鈴木莉乃 高橋茉奈 西原千晶 藤彩七 秦相子 懸田扇子 遠藤里蘭 森泉亜矢子 江島あかり 竹内寛                                        | 橋口隼人 山口勝 早乙女啓                                               | 8月6日        |
| #06  | 本能に抗えない！                     | 大知慶一郎 | 福井洋平 誌村宏明        | 加藤顕                 | 川森昇 清水勝祐 櫻井拓郎 張金浩 徐學文 王俊 徐學武 鄭鈺容 張北平 袁小偉 宋夢飛 | 橋口隼人 山口勝 森山剛史 早乙女啓                                      | 8月20日       |
| #07  | 本当にいらないんですか？             | 大知慶一郎 | 吉川浩司 竹内光          | 中橋朋文               | Chang Bum-Chul Heo Hye-Jung | 橋口隼人 Chang Bum-Chul Heo Hye-Jung                                   | 8月27日       |
| #08  | 良い子は寝る時間ですよ？             | 蒼樹靖子   | 島津裕行                 | 矢野孝典               | 川森昇 清水勝祐 中島美子 櫻井拓郎 西島圭介 Revival | 橋口隼人 森山剛史 早乙女啓                                             | 9月3日        |
| #09  | 2人っきりで話したい事…               | 大知慶一郎 | 齋藤徳明                 | 加藤顕                 | Heo Hye-Jung Chang Bum-Chul | -                                                                      | 9月10日       |
| #10  | ごっことはいえ、後輩さんと…          | 大知慶一郎 | 吉川浩司 竹内光          | 松本マサユキ           | 鈴木莉乃 矢田起也 服部未夢 清水椋大 上赤由香里 紫灯珈 佐藤なつみ tofu 髙市彩加 江島あかり 懸田扇子 西原千晶 高橋茉奈 森泉亜矢子 秦相子 竹内寛 齋花 等々力美穂 遠藤里蘭 藤彩七 森出剛 櫻井拓郎 | 橋口隼人 緒方浩美 早乙女啓 山口勝 森山剛史                             | 9月17日       |
| #11  | ぎゅっとしてみていいですか？         | 蒼樹靖子   | サトウ光敏 信田ユウ      | Park Hwan-Soo 矢野孝典 | Heo Hye-Jung Chang Bum-Chul Choi In-Seob Yoon Su-Bin | 橋口隼人 Heo Hye-Jung Chang Bum-Chul                                   | 9月24日       |
| #12  | うちの会社の小さい先輩の話           | 大知慶一郎 | 島津裕行                 | 加藤顕                 | Ko Yu-ll Kim Yang-Suk | 橋口隼人 緒方浩美 Heo Hye-Jung Chang Bum-Chul 山口勝 森山剛史 早乙女啓 | 10月1日       |

### 放送局
| 放送期間               | 放送時間                     | 放送局                                                            | 対象地域・備考                |
| ---------------------- | ---------------------------- | ----------------------------------------------------------------- | ----------------------------- |
| 2023年7月2日 - 10月1日 | 日曜 1:30 - 2:00（土曜深夜） | テレビ朝日・メ～テレ（いずれも製作参加） ほか系列フルネット全24局 | 日本国内 / 『NUMAnimation』枠 |
|                        | 日曜 22:30 - 23:00           | AT-X                                                              | CS放送 / リピート放送あり     |
| 2023年7月9日 - 10月8日 | 日曜 1:00 - 1:30（土曜深夜） | BS朝日                                                            | BS/BS4K放送 / 『アニメA』枠   |
| 全局で字幕放送を実施。 |                              |                                                                   |                               |

| 配信開始日    | 配信時間                   | 配信サイト                                                                                              |
| ------------- | -------------------------- | --- |
| 2023年7月2日  | 日曜 1:30（土曜深夜） 更新 | ABEMA DMM TV                                                                                            |
| 2023年7月5日  | 水曜 1:30（火曜深夜） 更新 | dアニメストア                                                                                           |
| 2023年7月8日  | 土曜 2:00（金曜深夜） 更新 | Lemino Amazonプライムビデオ U-NEXT アニメ放題 niconico バンダイチャンネル Hulu FOD クランクイン！ビデオ |
|               | 土曜 12:00 更新            | HAPPY!動画                                                                                              |
| 2023年7月10日 | 月曜 0:00（日曜深夜） 更新 | TELASA J:COMオンデマンド メガパック milplus auスマートパスプレミアム                                    |
| 2023年7月22日 | 土曜 2:00（金曜深夜） 更新 | アニメタイムズ                                                                                          |
| 2023年9月23日 |                            | ビデオマーケット music.jp カンテレドーガ                                                                |

### BD
| 巻 | 発売日         | 収録話          | 規格品番     | 規格品番  |
| 巻 | 発売日         | 収録話          | 初回生産限定 | 通常版    |
| -- | -------------- | --------------- | ------------ | --------- |
| 1  | 2023年10月25日 | 第1話 - 第3話   | HDMPXA-340   | DMPXA-340 |
| 2  | 2023年11月29日 | 第4話 - 第6話   |              | DMPXA-341 |
| 3  | 2023年12月20日 | 第7話 - 第9話   | DMPXA-342    |           |
| 4  | 2024年1月31日  | 第10話 - 第12話 | DMPXA-343    |           |

| テレビ朝日系列 NUMAnimation | テレビ朝日系列 NUMAnimation | テレビ朝日系列 NUMAnimation |
| 前番組                      | 番組名                      | 次番組                      |
| --------------------------- | --------------------------- | --------------------------- |
| 僕の心のヤバイやつ（第1期） | うちの会社の小さい先輩の話  | 僕らの雨いろプロトコル      |

## テレビドラマ
2025年1月15日から3月26日までBS松竹東急の「水曜ドラマ23」枠にて放送された。主演はドラマ初主演となる十味。同局ではドラマ版放送の前日となる毎週火曜夜11時30分の枠で、2023年アニメ版を放送している。

### キャスト（テレビドラマ）
メインキャストは「#登場人物」を参照。
久保愛子（くぼ あいこ）
演 - 花柳のぞみ
第二開発課のデザイン担当。
吉田正雄（よしだ まさお）
演 - 山口森広
第二開発課の広報担当。
伊藤百合（いとう ゆり）
演 - 芦原優愛
第二開発課の広報担当。
坂田（さかた）
演 - 鈴木拓（ドランクドラゴン）
居酒屋の店長。

### スタッフ（テレビドラマ）
- 原作 - 斎創『うちの会社の小さい先輩の話』（竹書房刊）[6]
- 脚本・監督 - 小村昌士、西口洸[6]
- 音楽 - 坂本秀一
- オープニング曲 - #2i2「HATSUKOI JUICE」（KING RECORDS）[28]
- エンディング曲 - 雨宿り「メモリーズ」（KAMITSUBAKI STUDIO）[28]
- プロデューサー - 長原竜也（BS松竹東急）、村崎冬季（BS松竹東急）、森永恭平（レプロエンタテインメント）、後藤和弘（isai）
- 制作協力 - isai
- 製作著作 - BS松竹東急、レプロエンタテインメント

### 放送日程（テレビドラマ）
| 話数   | 放送日  | サブタイトル                   | 脚本     | 監督     |
| ------ | ------- | ------------------------------ | -------- | -------- |
| 第1話  | 1月15日 |                                | 小村昌士 | 小村昌士 |
| 第2話  | 1月22日 | にゃんこ大事件                 | 小村昌士 | 小村昌士 |
| 第3話  | 1月29日 | 上司にオタ活バレました。       | 小村昌士 | 小村昌士 |
| 第4話  | 2月05日 | ドキドキ 個室サウナ            | 小村昌士 | 小村昌士 |
| 第5話  | 2月12日 | 先輩が猫に!?                   | 西口洸   | 西口洸   |
| 第6話  | 2月19日 | クリスマス女子会で乱れる!?     | 小村昌士 | 小村昌士 |
| 第7話  | 2月26日 | 激狭ロッカー内絶体絶命密室密着 | 西口洸   | 西口洸   |
| 第8話  | 3月05日 | ビデオ通話で修学旅行へ         | 西口洸   | 西口洸   |
| 第9話  | 3月12日 | 詩織里にセ●レ疑惑!?            | 小村昌士 | 小村昌士 |
| 第10話 | 3月19日 | 詩織里vs意識高い系             | 西口洸   | 西口洸   |
| 第11話 | 3月26日 | 大乱闘ラブパニック             | 小林昌士 | 小林昌士 |

| BS松竹東急 水曜ドラマ23                        | BS松竹東急 水曜ドラマ23                                | BS松竹東急 水曜ドラマ23 |
| 前番組                                         | 番組名                                                 | 次番組                  |
| ---------------------------------------------- | ------------------------------------------------------ | ----------------------- |
| めんつゆひとり飯2 （2024年10月2日 - 12月25日） | うちの会社の小さい先輩の話 （2025年1月15日 - 3月26日） | -                       |